# Robert Glință
Robert Andrei Glință (ur. 18 kwietnia 1997 w Pitești) – rumuński pływak specjalizujący się w stylu grzbietowym, finalista igrzysk olimpijskich i mistrz Europy.

## Kariera
W 2015 roku podczas mistrzostw świata juniorów w Singapurze na dystansie 100 m stylem grzbietowym zdobył złoty medal, uzyskawszy czas 54,30.
Rok później, na igrzyskach olimpijskich w półfinale 100 m stylem grzbietowym z wynikiem 53,34 s poprawił rekord swojego kraju i zakwalifikował się do finału, w którym zajął ósme miejsce (53,50). Na dystansie dwukrotnie dłuższym uplasował się na 18. pozycji z czasem 1:57,91 min.
W grudniu 2017 roku podczas mistrzostw Europy na krótkim basenie w Kopenhadze wywalczył brązowy medal i poprawił rekord Rumunii (49,99).